# District de Patna

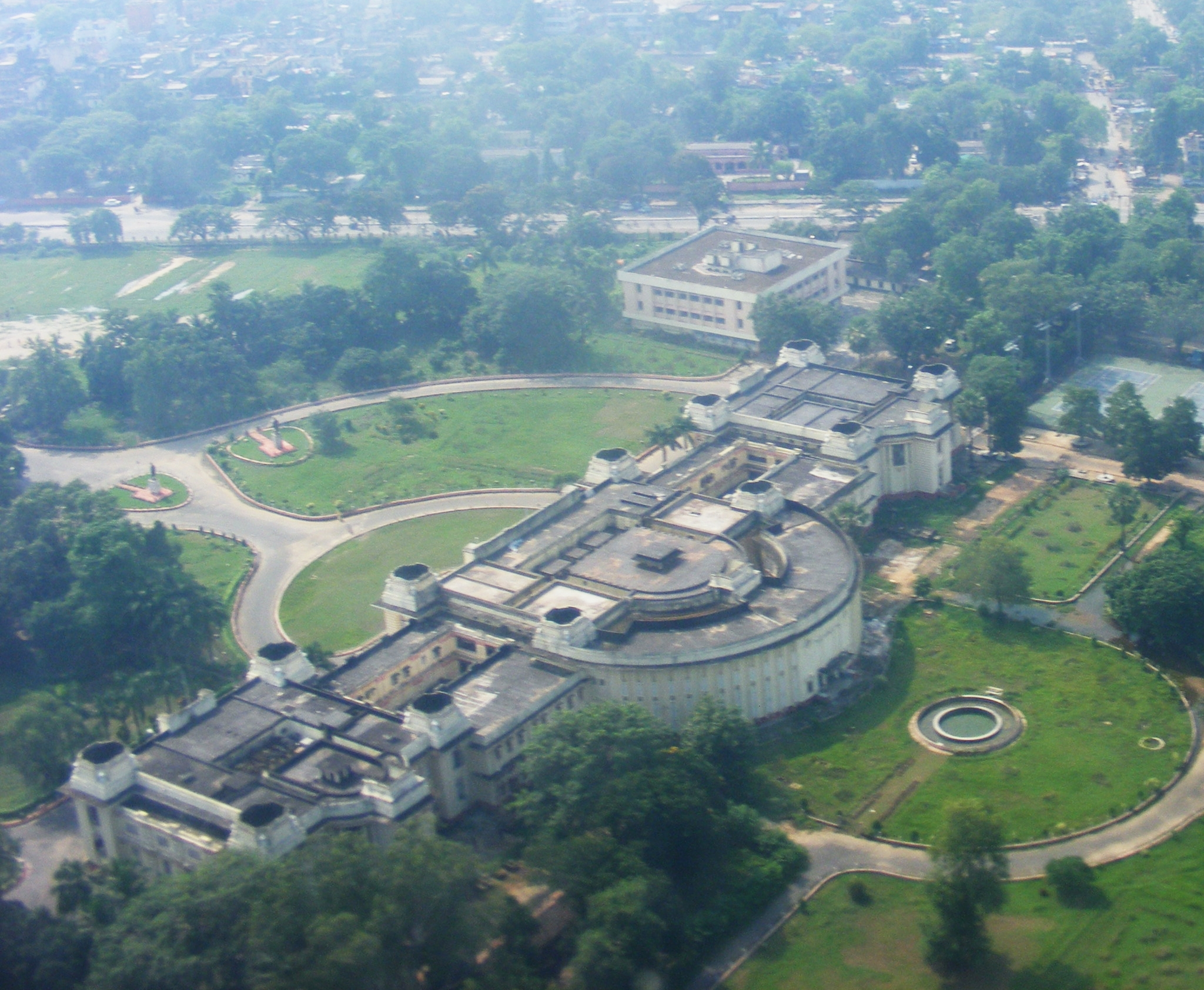
Le siège administratif du gouvernement du Bihar.

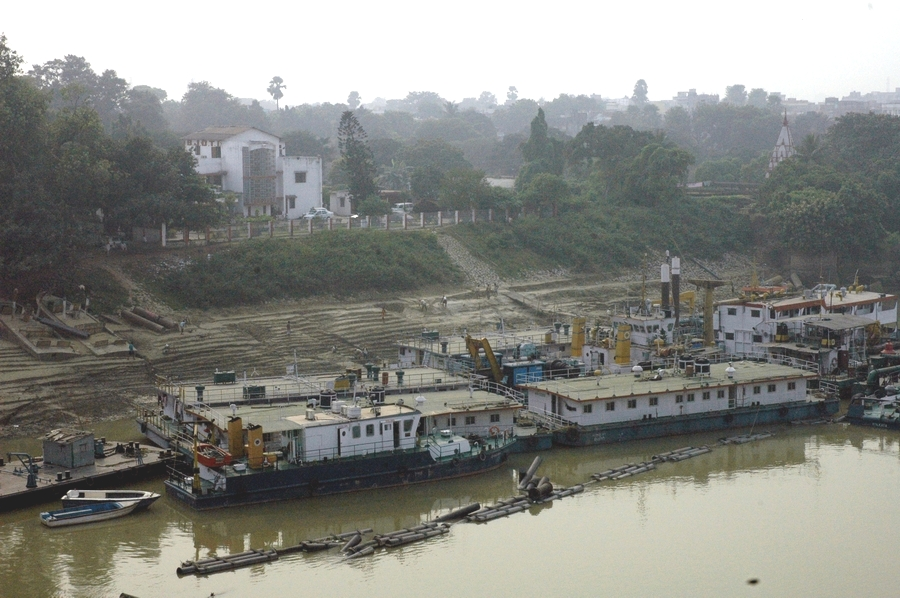
Le Ghat Gai à Patna.

Le District de Patna  (hindi : पटना जिला, ourdou : پٹنہ ضلع) est un district de l'état du Bihar en Inde.

## Géographie
Sa population de 5 838 465 habitants (en 2011) pour une superficie de 3 202 km2.
Son chef-lieu est la ville de Patna.